# Миколаївський лікеро-горілчаний завод

Державне підприємство «Миколаївський лікеро-горілчаний завод» — підприємство харчової промисловості в Миколаєві (Україна). Входить до складу державного підприємства «Укрспирт». Серед продукції мінеральна вода і лікеро-горілчані вироби.

## Історія
1901 року в Миколаєві за адресою Соборна, 69 був побудований «Казенний винний склад № 3». Склад належав Міністерству фінансів. 1908 року склад перейменували в «Казенний горілчаний завод».
Після Жовтневої революції підприємство отримало назву «виноробна філія Центрдержспирту». 1950 року на заводі почалася модернізація.
2000 року була запатентована торговельна марка «Нікольска».
2007 року концерн «Укрспирт» вніс «Миколаївський лікеро-горілчаний завод» в перелік заводів, що підлягають ліквідації.
В 2010 році завод був ліквідований. Разом з Миколаївським ліквідовуються ще 4 підприємства (всього 80 підприємств в Україні виробляють спирт). Діюче обладнання розподілено між заводами-флагманами в цій галузі.